# 古河潤之助
古河 潤之助（ふるかわ じゅんのすけ、1935年〈昭和10年〉12月5日 - 2018年〈平成30年〉3月3日）は、日本の実業家。古河財閥4代目古河従純の長男で、創業者古河市兵衛から数えて5代目の古河家当主。元古河林業会長、元古河電気工業名誉顧問。

## 人物
東京府で古河従純・幸子夫妻の長男として生まれる。学習院幼稚園、学習院初等科、学習院中・高等科を経て、1959年（昭和34年）3月、慶應義塾大学経済学部経済学科卒業。同年4月、古河電気工業入社。取締役、常務取締役、専務取締役を経て、古河電気工業株式会社代表取締役社長、会長。社長時代には次々と新しい事業を興し、ルーセント・テクノロジーズの光ファイバ部門を買収、株価も史上最高の3500円を超えたが、ITバブル崩壊のあおりを受け、買収翌年の2002年度は1140億円の赤字に膨れ上がるなどし、事実上の引責辞任に至った。
2016年（平成28年）11月、旭日重光章を受章。
2018年3月、誤嚥性肺炎のため82歳で死去。叙正四位。

## 家族
- 父：古河従純（西郷従徳・次男）[4]
- 母：古河幸子（吉村萬治郎・長女、財閥創始者古河市兵衛・孫）[4]
- 妻：久邇典子（久邇宮朝融王・第5王女子）[4]
- 長男：古河潤一（古河林業 代表取締役社長）[4]
- 次男：古河智章[4]
- 長女：古河綾子[4]

## 古河家歴代当主
- 初代:古河市兵衛
- 2代:古河潤吉
- 3代:古河虎之助
- 4代:古河従純
- 5代:古河潤之助
- 6代:古河潤一